# Klevevž
Klevevž je naravna toplica na Dolenjskem, kjer potok Radulja v srednjem toku ustvarja prebojno sotesko z manjšimi slapiči, kar omenja že Janez Vajkard Valvasor v svoji Slavi vojvodine Kranjske. Soteska poteka med Homskim hribom in nekdanjim grajskim gričem, na katerem so skromne razvaline gradu Klevevž, nemško Klingenfels (»zveneča skala«), saj je voda zvenčala v soteski. Radulja se na dnu soteske umiri v manjšem zajetju, ki je služilo nekdanjemu grajskemu mlinu. Objekt mlina je predelan in v zasebni lasti. Ob vznožju zadnjega slapu je na desnem bregu potoka bazen, v katerem se zbira voda izvira Klevevška toplica, ki ob geološkem prelomu na dan priteče s temperaturo 24,8 C. Obiskovalci uporabljajo ta bazen predvsem za poletno kopanje. 
Na nasprotni strani se v ostenju pod gradom nahajata vhoda v Zgornjo in Spodnjo Klevevško jamo, v katerih so bile odkrite endemične podzemske živali, v prvi pa so našli tudi prazgodovinsko keramiko. Zgornja jama je sestavljena iz kakšnih 200 metrov dolgega vodoravnega rova z ozkimi prehodi, a za turistične oglede ni urejena, spodnjo jamo pa sestavlja labirint vodnih in potopljenih rovov v skupni dolžini 518 metrov. V spodnji jami je tudi termalni izvir s stalno temperaturo 16 stopinj Celzija. Spodnja ali Ajdovska jama je doslej edina znana topliška jama v Sloveniji.
Klevevž sicer najdemo v bližini turistično bolj znanih Šmarjeških Toplic, spada pa k istoimenski občini.